# Gemini (Protokoll)

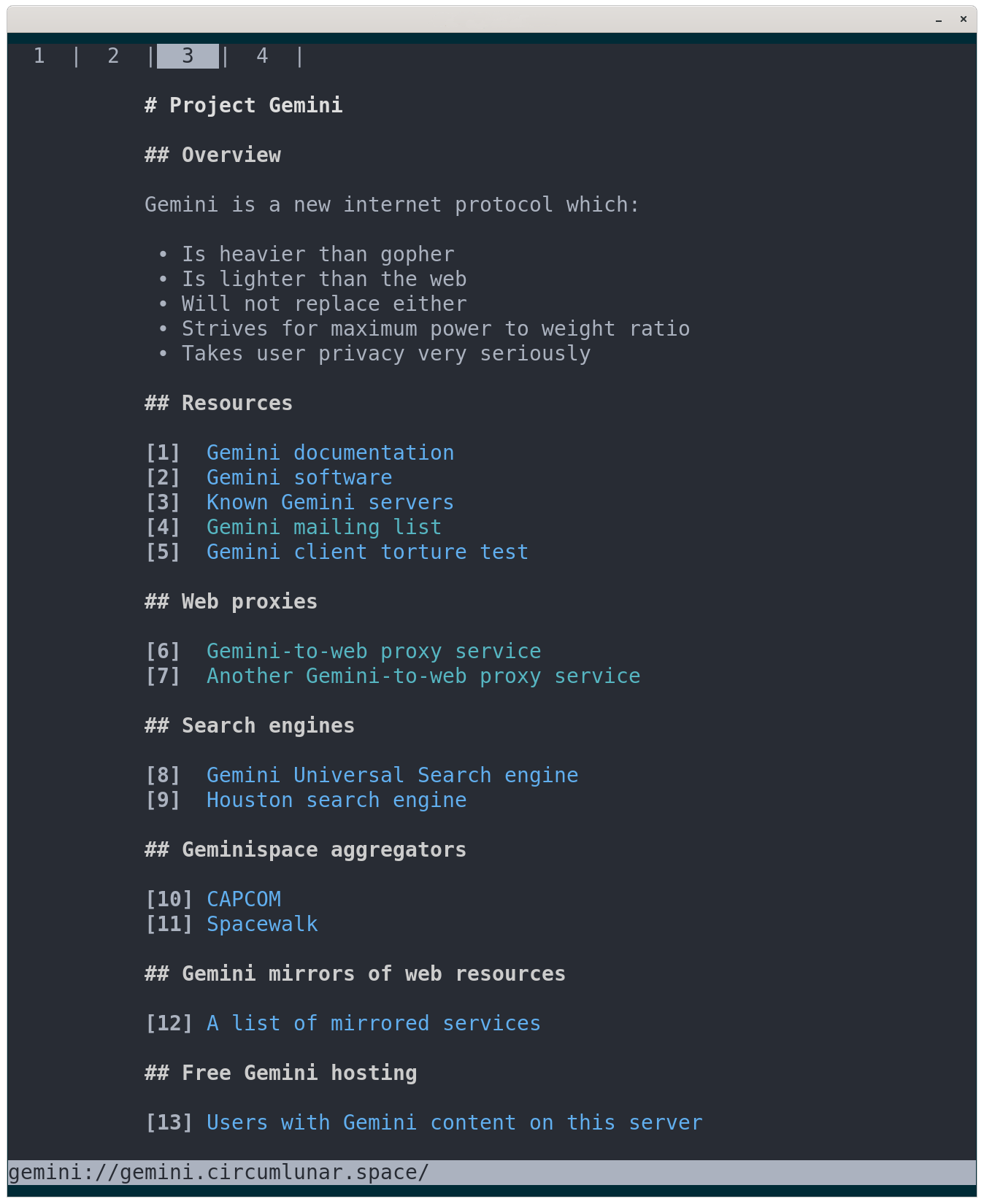
Screenshot des Gemini-Browsers Amfora

Gemini ist ein Netzwerkprotokoll auf Anwendungsebene zum Abrufen von Dokumenten über das Internet, ähnlich wie Hypertext Transfer Protocol (HTTP) und Gopher. Gemini stellt Einfachheit und textorientierte Inhalte in den Vordergrund. 
Gemini wird kollaborativ entworfen und ist nicht als Internet-Standard definiert. 
Als Geminispace wird die Gesamtheit der über das Gemini-Protokoll bereitgestellten Inhalte bezeichnet. 

## Protokoll
Das Design von Gemini ist vom Protokoll Gopher inspiriert, basiert jedoch zum Schutz der Privatsphäre der Nutzer auf verschlüsselten Verbindungen (TLS mit „Trust-On-First-Use“).
Ähnlich HTTP funktioniert Gemini als ein Anfrage-Antwort-Protokoll im Client-Server-Modell. Ein Gemini-Browser als Softwareclient läuft auf einem Computer, der eine Geminiressource von einem Geminiserver abruft. Ressourcen im Geminispace sind Textdateien vom Medientyp „text/gemini“ oder auch Dateien beliebigen Inhalts.
Geminiressourcen werden im Netzwerk durch Uniform Resource Locators identifiziert und lokalisiert, wobei das URI-Schema gemini://, etwa analog zu https:// für das HTTPS-Web, verwendet wird.

## Medientyp
Der Medientyp text/gemini ist zeilenorientiert, was die programmatische Darstellung vereinfacht. Die verwendete vereinfachte Auszeichnungssprache bietet lediglich Konstrukte für Überschriften (drei Ebenen), flache Listenelemente sowie Link-Zeilen; Hervorhebungen einzelner Worte sind nicht vorgesehen. Verlinkungen der Dokumente untereinander spannen mehr oder weniger zusammenhängende Hypertext-Strukturen auf.

## Trennung von Inhalt und Darstellung
Im Geminispace stellt der Server den Inhalt bereit, während der Client die Darstellung des Inhalts übernimmt. Hierdurch haben Verfasser von Inhalten weniger Kontrolle, wie ihre Inhalte bei den Empfängern dargestellt werden; vielmehr entscheiden die Nutzer durch die Wahl und Konfiguration ihres Clients über die gewünschte Darstellung der Dokumente.

## Gemeinschaft
Die Gemini-Homepage ist unter gemini://geminiprotocol.net/ erreichbar. Um auf diese URL zuzugreifen, wird ein Gemini-Browser (Client) benötigt. Alternativ können Gemini-zu-HTTP-Gateways mit Webbrowsern verwendet werden, wie etwa Mozz.us-Portal.
Es existieren verschiedene Server-Implementierungen, sowie eine Vielzahl von Gemini-Browser/Clients für verschiedene Betriebssysteme und Anwendungsfälle (GUI, TUI, Terminal, App).
Es besteht eine Usenet newsgroup comp.infosystems.gemini
Die Größe des Geminispace ist schwer einzuschätzen; eine Statistik vom Dezember 2020 identifiziert ca. 500 Gemini-Auftritte, die durch ein Abgrasen von über 50'000 URIs erstellt wurde. Am 25. November 2021 wurden ca. 1824 Gemini-Auftritte, aus 385'496 URIs ermittelt.